# Suad Gruda
Suad Gruda, född 27 juli 1991 i Jugoslavien, är en svensk före detta fotbollsspelare som sedan juli 2020 är huvudtränare för Nyköpings BIS.

## Karriär
Gruda kom till Nyköpings BIS säsongen 2014. Inför säsongen 2016 förlängde han kontraktet med två år. Inför säsongen 2018 förlängde han kontraktet med ytterligare två år. Efter säsongen 2019 avslutade Gruda sin karriär.
I juli 2020 blev Gruda anställd som huvudtränare i sin tidigare klubb Nyköpings BIS.